# Acura Precision Concept
Acura Precision Concept – samochód koncepcyjny zbudowany przez amerykański oddział motoryzacyjny marki Honda Motor Company pod marką Acura. Pojazd został po raz pierwszy zaprezentowany podczas targów motoryzacyjnych w Detroit w styczniu 2016 roku.
Design pojazdu jest początkiem nowej drogi projektowej obranej przez markę Acura. Powstał on w kalifornijskim studiu projektowym marki. Charakterystycznym elementem koncepcyjnego pojazdu jest pięciokątna atrapa chłodnicy z dużym logo marki nazwana Diamond Pentagon, a także nadwozie o agresywnych liniach oraz długiej i szerokiej masce osadzone na 22-calowych alufelgach. Pojazd otrzymał wielopunktowe przednie reflektory wykonane w technologii LED znane z modelu Acura NSX II oraz wystające z karoserii aktywne kierunkowskazy i światła tylne. Auto pozbawione zostało środkowego słupka dzięki czemu drzwi pojazdu otwierają się w przeciwległe strony. Do wykończenia wnętrza pojazdu użyto białej i brązowej skóry w połączeniu z aluminium oraz drewnem.
Centralnym elementem deski rozdzielczej pojazdu jest duży wyświetlacz operowany za pomocą touchpada umieszczonego pod dotykowym panelem sterującym klimatyzacją.